# Tomasz Adamek

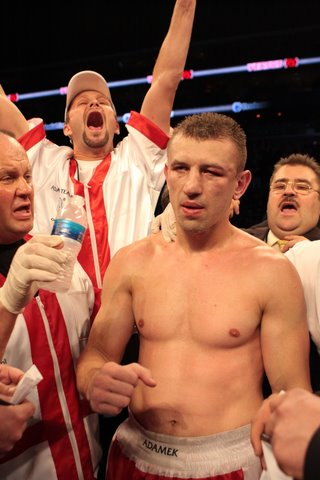
Tomasz Adamek

Tomasz Adamek  (Żywiec, 1 december 1976) is een Pools professionele zwaargewicht bokser. Zijn record is 44-2 (28 knockouts). Hij was de WBC world light heavyweight kampioen en de IBF, IBO en The Ring magazine cruiserweight kampioen. 
Hij begon met boksen op 12-jarige leeftijd op de Góral Żywiec boksschool met de trainers Stefan Gawron en Stanisław Orlicki. Op 24 oktober 2009 won hij van Andrew Golota en hierdoor verkreeg hij de IBF International Heavyweight title.
In 2010 versloeg hij Chris Arreola en won hierdoor ook de WBO NABO Heavyweight title. Op 10 september 2011 kon hij de WBC-titel ook winnen maar hij verloor echter van Vitali Klitschko in de 10e ronde op TKO. Dit was slechts de tweede keer in zijn professionele carrière dat hij verloor.